# Jelisaweta Karlowa
Jelisaweta Karlowa (kasachisch Елизавета Карлова, engl. Transkription Yelizaveta Karlova; * 29. April 2003 in Almaty) ist eine kasachische Tennisspielerin.

## Karriere
Karlowa spielt bislang vorrangig auf der ITF Women’s World Tennis Tour, wo sie aber noch keinen Titel gewinnen konnte.
2018 erreichte sie das Halbfinale des U16-Wettbewerbs der Orange Bowl und gewann den Titel im Doppel der Nationalen Meisterschaften in Kasachstan.

## College Tennis
Seit der Saison 2021/22 spielt sie in der College-Tennis-Mannschaft der Virginia Commonwealth University.

## Persönliches
Jelisaweta ist die Tochter von Yurity und Olesya Karlowa. Sie hat einen Bruder, Dmitry Karlowa.